# Дибравино
Дибра́вино (болг. Дъбравино) — село у Варненській області Болгарії. Входить до складу общини Аврен.

## Населення
За даними перепису населення 2011 року у селі проживали 1404 особи.
Національний склад населення села:
| Національність   | Кількість осіб | Відсоток |
| ---------------- | -------------- | -------- |
| турки            | 938            | 68,2%    |
| болгари          | 416            | 30,3%    |
| цигани           | 7              | 0,5%     |
| інша             | 9              | 0,7%     |
| не визначились   | 5              | 0,4%     |
| Всього відповіли | 1375           |          |

Розподіл населення за віком у 2011 році:
Динаміка населення: